# NGC 5397
NGC 5397 é uma galáxia elíptica (E/SB0) localizada na direcção da constelação de Centaurus. Possui uma declinação de -33° 56' 44" e uma ascensão recta de 14 horas, 01 minutos e 10,5 segundos.
A galáxia NGC 5397 foi descoberta em 8 de Junho de 1837 por John Herschel.